# Premi Emmy 1978
La cerimonia della 30ª edizione dei Primetime Emmy Awards (30th Primetime Emmy Awards) si è tenuta al Pasadena Civic Auditorium di Pasadena (California) il 17 settembre 1978.
La cerimonia fu presentata da Alan Alda.

## Primetime Emmy Awards
Per le candidature, furono presi in considerazione i programmi trasmessi tra il 14 marzo 1977 e il 30 giugno 1978.

### Migliore serie televisiva drammatica
- Agenzia Rockford (The Rockford Files)
- Colombo (Columbo)
- In casa Lawrence (Family)
- Lou Grant
- Quincy (Quincy M.E.)

### Migliore serie televisiva comica o commedia
- Arcibaldo (All in the Family)
- Barney Miller
- M*A*S*H
- Soap
- Tre cuori in affitto (Three's Company)

### Miglior miniserie
- Olocausto (Holocaust)
- Anna Karenina
- Io Claudio imperatore (I, Claudius)
- King
- Washington a porte chiuse (Washington: Behind Closed Doors)

### Miglior speciale commedia o drammatico
- Our Town
- La confessione di Peter Reilly (A Death in Canaan)
- Gesù di Nazareth

### Migliore attore in una serie drammatica
- Edward Asner – Lou Grant
- James Broderick – In casa Lawrence
- Peter Falk – Colombo
- James Garner – Agenzia Rockford
- Jack Klugman – Quincy
- Ralph Waite – Una famiglia americana (The Waltons)

### Migliore attore in una serie comica o commedia
- Carroll O'Connor – Arcibaldo
- Alan Alda – M*A*S*H
- Hal Linden – Barney Miller
- John Ritter – Tre cuori in affitto
- Henry Winkler – Happy Days

### Miglior attore protagonista in una miniserie
- Michael Moriarty – Olocausto
- Hal Holbrook – La nuova terra (The Awekening Land)
- Jason Robards – Washington a porte chiuse
- Fritz Weaver – Olocausto
- Paul Winfield – King

### Miglior attore protagonista in uno speciale commedia o drammatico
- Fred Astaire – A Family Upside Down
- Alan Alda – Il bandito della luce rossa (Kill Me If You Can)
- Hal Holbrook – Our Town
- Martin Sheen – Taxi!!!
- James Stacy – Just a Little Inconvenience

### Migliore attore protagonista di un singolo episodio in una serie drammatica o comica
- Bernard Hughes – Lou Grant | Episodio: Judge
- David Cassidy – Sulle strade della California (Police Story) | Episodio: A Chance to Live
- Will Geer – Love Boat (The Love Boat) | Episodio: The Old Man and the Runaway
- Judd Hirsch – Rhoda | Episodio: Rhoda Likes Mike
- John Rubinstein – In casa Lawrence | Episodio: And Baby Makes Three
- Keenan Wynn – Pepper Anderson agente speciale (Police Woman) | Episodio: Good Old Uncle Ben

### Migliore attrice in una serie drammatica
- Sada Thompson – In casa Lawrence
- Melissa Sue Anderson – La piccola casa nella prateria (Little House on the Prairie)
- Kate Jackson – Charlie's Angels
- Michael Learned – Una famiglia americana (The Waltons)
- Fionnula Flanagan – Alla conquista del West (How the West Was Won)
- Susan Sullivan – Having Babies

### Migliore attrice in una serie comica o commedia
- Jean Stapleton – Arcibaldo
- Beatrice Arthur – Maude
- Cathryn Damon – Soap
- Valerie Harper – Rhoda
- Katherine Helmond – Soap
- Suzanne Pleshette – The Bob Newhart Show

### Miglior attrice protagonista in una miniserie
- Meryl Streep – Olocausto
- Rosemary Harris – Olocausto
- Elizabeth Montgomery – La nuova terra
- Lee Remick – Ruote (Wheels)
- Cicely Tyson – King

### Miglior attrice protagonista in uno speciale commedia o drammatico
- Joanne Woodward – Corri mamma corri (See How She Runs)
- Helen Hayes – A Family Upside Down
- Eva Marie Saint – Taxi!!!
- Maureen Stapleton – L'albero di Natale è sempre più verde (Gathering)
- Sada Thompson – Our Town

### Migliore attrice protagonista di un singolo episodio in una serie drammatica o comica
- Rita Moreno – Agenzia Rockford | Episodio: The Paper Palace
- Patty Duke – Having Babies
- Kate Jackson – James at 15
- Jayne Meadows – Meeting of Minds | Episodio: Luther, Voltaire, Plato, Nightingale
- Irene Tedrow – James at 15

### Migliore attore non protagonista in una serie drammatica
- Robert Vaughn – Washington a porte chiuse
- Ossie Davis – King
- Will Geer – Una famiglia americana
- Sam Wanamaker – Olocausto
- David Warner – Olocausto

### Migliore attore non protagonista in una serie comica o commedia
- Rob Reiner – Arcibaldo
- Tom Bosley – Happy Days
- Gary Burghoff – M*A*S*H
- Harry Morgan – M*A*S*H
- Vic Tayback – Alice

### Migliore attore non protagonista di un episodio singolo in una serie drammatica o comica
- Ricardo Montalbán – Alla conquista del West
- Will Geer – La famiglia Bradford (Eight Is Enough) | Episodio: Babbo Natale esiste
- Larry Gelman – Barney Miller | Episodio: Goodbye, Mr. Fish (parte 2)
- Harold Gould – Rhoda | Episodio: Happy Anniversary
- Abe Vigoda – Barney Miller | Episodio: Goodbye, Mr. Fish (parte 2)

### Miglior attore non protagonista in uno speciale commedia o drammatico
- Howard Da Silva – Verna: USO Girl
- James Farentino – Gesù di Nazareth
- Burgess Meredith – The Last Hurrah
- Donald Pleasence – The Defection of Simas Kudirka
- Efrem Zimbalist Jr. – A Family Upside Down

### Migliore attrice non protagonista in una serie drammatica
- Nancy Marchand – Lou Grant
- Meredith Baxter Birney – In casa Lawrence
- Tovah Feldshuh – Olocausto
- Linda Kelsey – Lou Grant
- Kristy McNicol – In casa Lawrence

### Migliore attrice non protagonista in una serie comica o commedia
- Julie Kavner – Rhoda
- Polly Holliday – Alice
- Sally Struthers – Arcibaldo
- Loretta Swit – M*A*S*H
- Nancy Walker – Rhoda

### Migliore attrice non protagonista di un episodio singolo in una serie drammatica o comica
- Blanche Baker – Olocausto
- Ellen Corby – Una famiglia americana | Episodio: Grandma Comes Home
- Jeanette Nolan – La nuova terra
- Beulah Quo – Meeting of Minds | Episodio: Douglass, Tz'u-Hsi, Beccaria, De Sade
- Beatrice Straight – The Dain Curse

### Miglior attrice non protagonista in uno speciale commedia o drammatico
- Eva Le Gallienne – The Royal Family
- Tyne Daly – Una difficile storia di coppia (Intimate Strangers)
- Patty Duke – A Family Upside Down
- Mariette Hartley – The Last Hurrah
- Cloris Leachman – It Happened One Christmas
- Viveca Lindfors – A Question of Guilt

### Migliore regia per una serie drammatica
- Olocausto – Marvin J. Chomsky
- The Dain Curse – E.W. Swackhamer
- Io Claudio imperatore – Herbert Wise
- King – Abby Mann
- Washington a porte chiuse – Gary Nelson

### Migliore regia per una serie comica o commedia
- Arcibaldo – Paul Bogart
- Happy Days – Jerry Paris per l'episodio Richie Almost Dies
- M*A*S*H – Alan Alda e Burt Metcalfe per l'episodio Comrades in Arms
- Maude – Hal Cooper per l'episodio Vivian's Decision
- Soap – Jay Sandrich

### Miglior regia per uno speciale commedia o drammatico
- The Defection of Simas Kudirka – David Lowell Rich
- L'albero di Natale è sempre più verde – Tom Gries
- Lasciarsi (Breaking Up) – Delbert Mann
- Something for Joey – Lou Antonio
- Our Town – George Schaefer
- Verna: USO Girl – Ronald Maxwell

### Migliore sceneggiatura per una serie drammatica
- Olocausto – Gerald Green
- The Dain Curse – Robert W. Lenski
- King – Abby Mann
- Meeting of Minds – Steve Allen
- The Norman Conquests – Alan Ayckbourn

### Migliore sceneggiatura per una serie comica o commedia
- Arcibaldo – Harve Brosten, Barry Harman, Bob Schiller, Bob Weiskopf per l'episodio Cousin Liz
- Arcibaldo – Bob Schiller, Bob Weiskopf per lìepisodio Edith's 50th Birthday
- Arcibaldo – Larry Rhine, Erik Tarloff, Mel Tolkin per l'episodio Edith's Crisis of Faith - part II
- M*A*S*H – Alan Alda per l'episodio Fallen Idol

### Migliore sceneggiatura originale per uno speciale commedia o drammatico
- L'ultimo inquilino (The Last Tenant) – George Rubino
- L'albero di Natale è sempre più verde – James Poe
- Lasciarsi – Loring Mandel
- The Defection of Simas Kudirka – Bruce Feldman
- Something for Joey – Jerry McNeely
- The Storyteller – Richard Levintson, William Link

### Migliore sceneggiatura non originale per uno speciale commedia o drammatico
- Mary White – Caryl Ledner
- Actor – Jerome Lawrence, Robert E. Lee
- Guerra in famiglia (The War Between the Tates) – Barbara Turner
- A Love Affair: The Eleanor and Lou Gehrig Story – Blanche Hanalis
- Verna: USO Girl – Albert Innaurato

## Premi Emmy per il Daytime

### Migliore serie drammatica
- Il tempo della nostra vita (Days of Our Lives)
- Febbre d'amore (The Young and the Restless)
- I Ryan (Ryan's Hope)
- La valle dei pini (All My Children)

### Migliore attore in una serie drammatica
- James Pritchett (Matt Powers) – The Doctors
- Matthew Coles (Billy Clyde Tuggle) – La valle dei pini
- Lawrence Keith (Nick Davis) – La valle dei pini
- Michael Levin (Jack Fenelli) – I Ryan
- Andrew Robinson (Frank Ryan) – I Ryan
- Michael Storm (Larry Wolek) – Una vita da vivere (One Life to Live)

### Migliore attrice in una serie drammatica
- Laurie Heineman (Sharlene Frame) – Destini (Another World)
- Mary Fickett (Ruth Martin) – La valle dei pini
- Jennifer Harmon (Cathy Craig Lord) – Una vita da vivere
- Susan Lucci (Eric Kane) – La valle dei pini
- Beverlee McKinsey (Iris Carrington) – Destini
- Susan Seaforth Hayes (Julie Olson) – Il tempo della nostra vita
- Victoria Wyndham (Rachel Davis) – Destini

### Migliore regia per una serie drammatica
- Febbre d'amore
- Così gira il mondo (As the World Turns)
- Destini
- Love of Life
- I Ryan
- Il tempo della nostra vita

### Migliore sceneggiatura per una serie drammatica
- I Ryan – Claire Labine, Paul Avila Mayer, Mary Munisteri, Allan Leicht, Judith Pinsker
- Sentieri (Guiding Light)
- Il tempo della nostra vita
- La valle dei pini